# Eberhard Bender
Eberhard Bender (n. Büren, 10 de janeiro de 1927) foi um funcionário público alemão.
Foi director do Departamento Federal para o Reconhecimento de Refugiados Estrangeiros em Zirndorf.

## Condecorações
- Cruz de 1ª Classe da Ordem de Mérito da Alemanha (1978)